# S/V Isolda
Isolda är ett svenskt segelfartyg, som byggdes på Lödöse varv 1902 till Göteborgsrederiet Korn & Kjellberg. Hon var riggad som en slättoppad tremastskonare och var det sista svenska seglande handelsfartyget i oceanfart.
Carl Julius Ahlgren var skeppare och befälhavare 1909–1960. Isolda seglade på Västindien och Mexico, Sydamerikas östkust och Västafrika. Sporadiskt kom Isolda till Göteborg för att lasta trä eller klassa. 
År 1928 fick Isolda en Polar Diesel på 110 hästar och blev segelfartyg med hjälpmaskin. Motorn gav med full last åtta knop. Under andra världskriget var Isolda logementsfartyg i Mollösund på Orust och vid Käringberget i Göteborg.
Efterhand ökade konkurrensen från modernare fartyg. Isolda seglade då mer och mer på Östersjön. Hon såldes till Finland och blev fritidsfartyg vid mitten av 1970-talet.
Fartyget K-märktes 2002.
Isoldas framtid är oklar. Föreningen jobbar på att återställa henne till så nära originalet som möjligt, att se henne segla som skolfartyg är målet. Men pengar och arbetskraft är avgörande faktorer i renoveringen av Isolda.